# یونیورسال کورپوریشن
یونیورسال کورپوریشن (انگلیسی: Universal Corporation) شرکت دخانیات آمریکایی است، که در سال ۱۹۱۸ تأسیس شد.